# Televizija Forum
Televizija Forum (TV Forum; serbisch-kyrillisch Телевизија Форум,ТВ Форум; deutsch: Forum TV) ist eine Privatrechtliche Rundfunkanstalt Serbiens. Der Fernsehsender hat seinen Sitz in Prijepolje.

## Geschichte
TV Forum wurde als Forum žena Prijepolje (deutsch: Frauen-Forum Prijepolje) am 8. November 2000 gegründet.
Das Ziel der Organisation ist es, die Lebensqualität der Frauen und die Gleichstellung der Geschlechter in der Gemeinschaft zu erhöhen.
Die Schwerpunkte des TV-Senders sind die Media-Produktion, die Organisation von Seminaren, Workshops, Foren und öffentliche Aktionen.
Im Oktober 2008 begann TV-Forum erstmals ein Rundfunk Fachprogramm.

## Programm

### Tagesprogramm
Das Tagesprogramm setzt sich meist aus den Bereichen Musik, Kunst und Kultur, aber auch vielen Heimreportagen zusammen.

### Abendprogramm
Das Abendprogramm des TV Forum wird meist durch Filme aus allen Bereichen ausgezeichnet.

### Nachrichten
Die Nachrichten des TV Forum sind sehr begehrt, da sie meist ausführlich über die Heimatregion berichten. Auch das Wetter wird inkludiert. Dies ist vergleichbar mit den österreichischen Bundesland heute Nachrichten.

## Finanzierung
Der Fernsehsender wird vor allem durch Werbung und Sponsoren finanziert.